# Dalhems distrikt, Småland
Dalhems distrikt är ett distrikt i Västerviks kommun och Kalmar län. 
Distriktet ligger i nordvästra delen av kommunen. 

## Tidigare administrativ tillhörighet
Distriktet inrättades 2016 och utgörs av socknen Dalhem i Västerviks kommun.
Området motsvarar den omfattning Dalhems församling hade vid årsskiftet 1999/2000.